# Grönryggig bekard
Grönryggig bekard (Pachyramphus viridis) är en fågel i familjen tityror inom ordningen tättingar.

## Utbredning och systematik
Fågeln delas in i tre grupper med fyra underarter, med följande utbredning:
- P. v. griseigularis – östra  Venezuela, nordvästra Guyana och nordöstra Brasilien utmed Amazonfloden
- P. v. viridis – östra Bolivia till östra och södra Brasilien, Paraguay och norra Argentina
- xanthogenys-gruppen
  - P. v. xanthogenys – södra Colombia och östra Ecuador
  - P. v. peruanus – centrala Peru

## Status
IUCN bedömer hotstatus för underartsgrupperna var för sig, alla som livskraftiga.